# Schloss Žleby

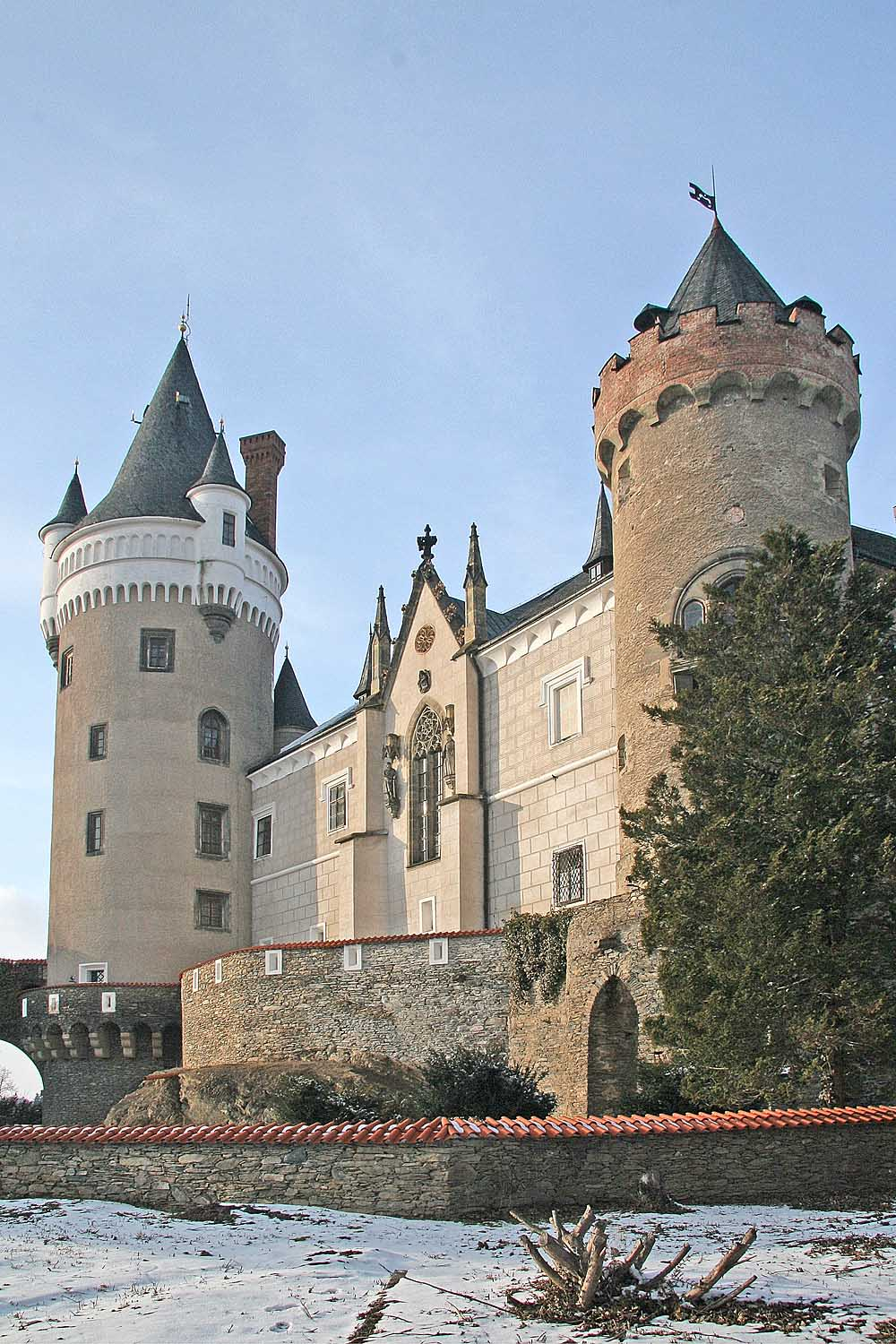
Schloss Žleby

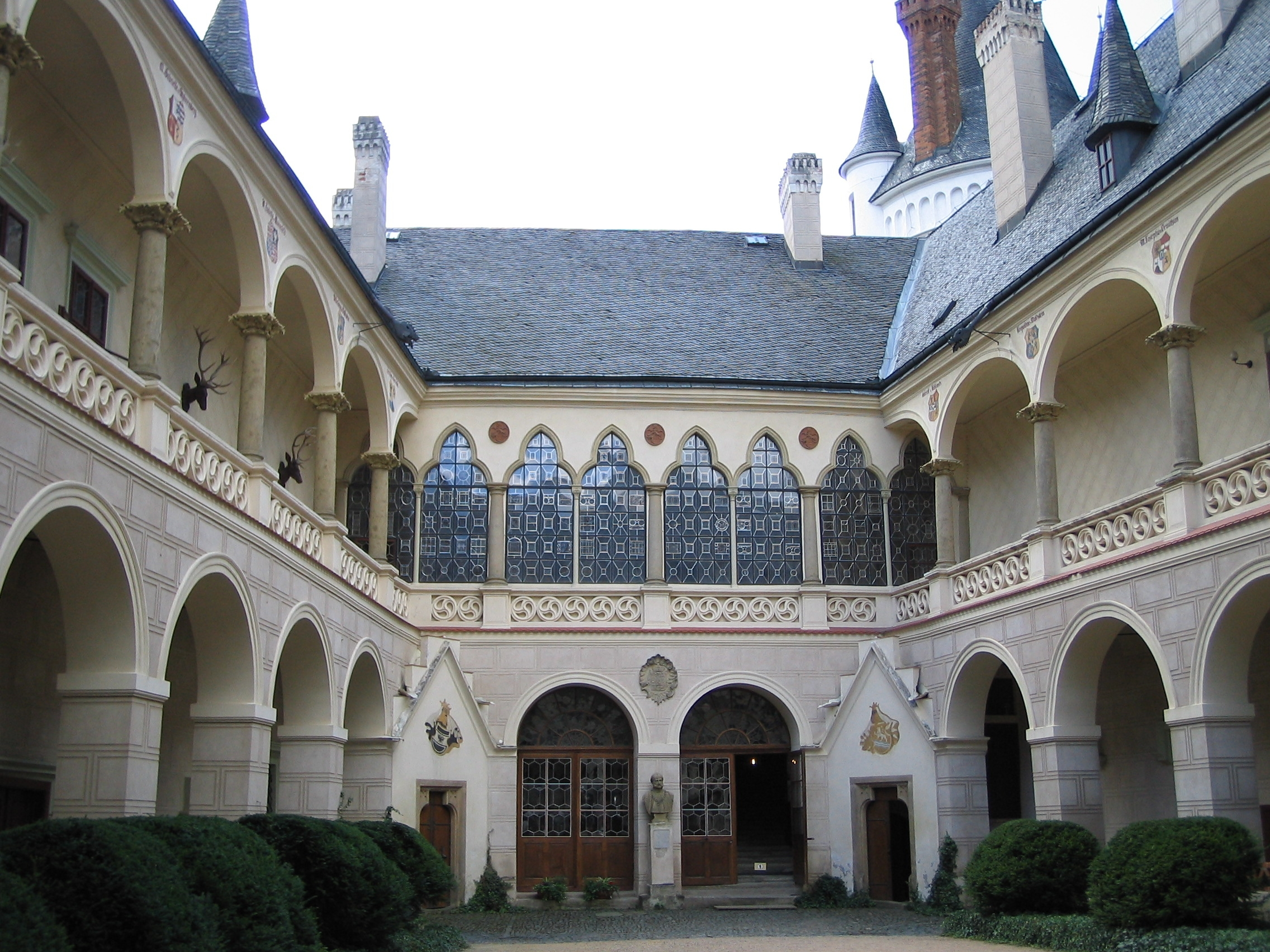
Arkadenhof

Schloss Žleby (deutsch Schleb) liegt in Žleby im Okres Kutná Hora in Tschechien.

## Geschichte
Aus der frühgotischen Burg aus dem Jahre 1289 der Herren von Lichtenburg, wurde nach Zerstörung durch Hussiten Mitte des 15. Jahrhunderts ein Renaissanceschloss. Im Jahre 1730 kaufte Josef Franz Graf von Schönfeld die Herrschaft Schleb.
Mitte des 18. Jahrhunderts erfolgte eine Umgestaltung im Hochbarockstil. Vincenz Karl von Auersperg und seine Architekten F. Schmoranz und B. Škvor bauten das Schloss später nochmals um, ohne jedoch den ursprünglichen Baustil zu beachten.
Das Schloss ist heute in staatlichem Besitz. Sehenswert sind wertvolle Rüstungen und viele Hieb- und Stichwaffen. Die historischen Möbel sind durch gelungene Nachahmungen aus dem 19. Jahrhundert ergänzt.